# Borobudur
Borobudur je chrámový komplex mahájánového buddhismu v indonéském Magelangu na Střední Jávě. Skládá se z šesti čtvercových teras završených třemi kruhovými terasami, celá stavba je poseta 2672 reliéfními panely a 504 sochami Buddhy. Hlavní stúpa, umístěná na vrcholu stavby ve středu nejvýše položené terasy, je obklopena 72 sochami Buddhy sedících uvnitř menších perforovaných stúp.
Borobudur je zasvěcen především Buddhovi Gautamovi. Jedná se rovněž o buddhistické poutní místo – poutníci začínají svůj výstup na Borobudur u základny, odkud započnou v obcházení a zároveň mírném stoupání až k vrcholu. Poutníci cestou k vrcholu symbolicky projdou třemi úrovněmi světa (trilóka) vyplývajícími z buddhistické kosmologie. Cestou na vrchol poutníky provází systém schodišť a chodeb s 1460 reliéfními panely umístěných na zdech a balustrádách.
Chrámový komplex pochází asi z 9. století, pravděpodobně od 14. století byl opuštěn patrně z důvodu úpadku buddhistických a hinduistických království na Jávě a postupné konverzi Javánců k islámu. Borobudur byl znovu objeven až v roce 1814, kdy tehdejší britský místodržící na Jávě, sir Thomas Stamford Raffles, byl na stavbu upozorněn domorodými Javánci. Borobudur od té doby prošel několika rekonstrukcemi, největší rekonstrukční práce probíhaly mezi lety 1975–1982 pod patronací indonéské vlády a UNESCO. V roce 1991 byla stavba přijata mezi památky světového dědictví UNESCO. Jednou ročně na Borobuduru slaví Indonésané a buddhisté svátek vesak (narození Buddhy). Chrámový komplex je nejnavštěvovanější indonéskou turistickou atrakcí.

## Etymologie
V indonéštině jsou starobylé chrámy známy pod výrazem candi (podle některých informací je správný název carti); chrám Borobudur je tak znám jako Candi Borobudur. Pojem candi je však užíván i k označení dalších starobylých staveb jako jsou např. brány či lázně. Původ slova Borobudur je však nejasný i přesto, že původní názvy nejstarších indonéských chrámů jsou již známy.
Pojem Borobudur byl poprvé zaznamenán v knize Thomase Rafflese o javánských dějinách. Raffles v knize píše o monumentu zvaném borobudur, avšak nejsou k dispozici žádné starší dokumenty dokládající týž název. Pouze Nagarakretagama, rukopis ve staré javánštině napsaný Mpu Prapancem v roce 1365, obsahuje náznaky existence buddhistické svatyně. Předpokládá se, že Raflles v anglickém jazyce použil výrazu Bore-Budur (čili BoroBudur) k označení nedaleké vesnice Bore (většina candi je totiž nazváno po sousední vesnici) – podle javánského jazyka by se totiž stavba měla jmenovat BudurBoro. Raffles dále předpokládal, že výraz „Budur“ by mohl odpovídat modernímu javánskému slovu buda, čili „starobylý“; např. „starobylé Boro“. Nicméně podle jiných archeologů druhá část názvu stavby (budur) pochází z javánského bhudhara (hora). Podle dalších pramenů by se pojem Borobuduru mohl překládat „jako bezpočet Buddhů“.
Karel Werner se přiklání k názoru, že pojem Borobudur vznikl z původního názvu Bharabuddhaur z hybridního sanskrtu, což by se dalo přeložit jako „město Buddhových vyznavačů“.

## Umístění
Borobudur se nachází přibližně 40 kilometrů severozápadně od Jogjakarty na vyvýšeném místě mezi dvěma dvojicemi sopek Sundoro-Sumbing a Merbabu-Merapi, a dvěma řekami Progo a Elo. Podle místní legendy je zdejší oblast, známá jako planina Kedu, posvátným místem a díky své úrodnosti je přezdívána „zahrada Jávy“. Poblíž Borobuduru jsou další buddhistické a hinduistické chrámy jako např. Prambanan. Během renovačních prací na počátku 20. století bylo zjištěno, že celkem tři buddhistické chrámy v oblasti (Borobudur, Pawon a Mendut) jsou postaveny v přímé linii. Tato skutečnost může být náhodná, avšak takovéto zarovnání chrámů může mít spojitost s místním lidovým vyprávěním o tom, že kdysi dávno byla mezi Borobudurem a Mendutem cesta dlážděná cihlami se zdmi po obou stranách. Všechny tři chrámy (Borobudur, Pawon a Mendut) si jsou podobné architekturou i výzdobou a pocházejí ze stejné doby, což může rovněž naznačovat, že mezi chrámy existovala určitá rituální vazba, avšak nic konkrétního známo není.

Mapka znázorňující umístění chrámů Borobudur, Pawon a Mendut v přímé linii

Na rozdíl od ostatních chrámů, které byly postaveny na rovinatém povrchu, byl Borobudur postaven na skalnatém podloží ve výšce 265 m n. m. a 15 m nad dnem vyschlého paleolitického jezera. Existence jezera byla ve 20. století námětem intenzivních diskusí archeologů. Uvažovalo se o tom, že Borobudur byl postaven na břehu jezera nebo dokonce přímo na jezeře. V roce 1931 nizozemský odborník na hinduistickou a buddhistickou architekturu W. O. J. Nieuwenkamp přišel s teorií, že planina Kedu byla kdysi jezerem a Borobudur původně představoval lotosový květ plovoucí po jezeře. Lotosové květy jsou k vidění na téměř každém buddhistickém uměleckém díle, často slouží jako trůn pro buddhy či jako podstavec pro stúpy. Architektonické ztvárnění Borobuduru podle Nieuwenkampa dále připomíná vyobrazení lotosu, ve kterém postoje Buddhů symbolizují Lotosovou sútru, jeden z nejrozšířenějších textů mahájánového buddhismu (tato forma buddhismu je široce rozšířena ve východní Asii). Tři terasy kruhového tvaru na vrcholu Borobuduru by rovněž mohly představovat lotos. Tato Nieuwenkampa teorie však byla odmítnuta mnohými jinými archeology s tím, že životní prostředí kolem Borobudur je suché a neobsahuje dostatek vláhy potřebné pro růst lotosových květů.
Na druhou stranu někteří geologové podporují Nieuwenkampovy teze poukazujíce na jílové sedimenty nalezené v blízkosti Borobuduru. Studium stratigrafie, sedimentů a vzorků pylů prováděné v roce 2000 podporuje přítomnost paleolitického jezera poblíž Borobuduru, což by mohlo potvrdit výše uvedené závěry, ke kterým došel Nieuwenkamp. Jezerní oblast se přitom časem měnila a studie rovněž prokázala, že Borobudur v době kolem 13. a 14. století ležel na břehu jezera. Jezero přitom mělo zaniknout vlivem toku řek a vulkanických aktivit, které přeměnily ráz krajiny. V těsné blízkosti Borobuduru se nachází jedna z nejaktivnějších sopek v Indonésii, Mount Merapui, která vyniká svou aktivitou již od dob pleistocénu.

## Dějiny

### Výstavba

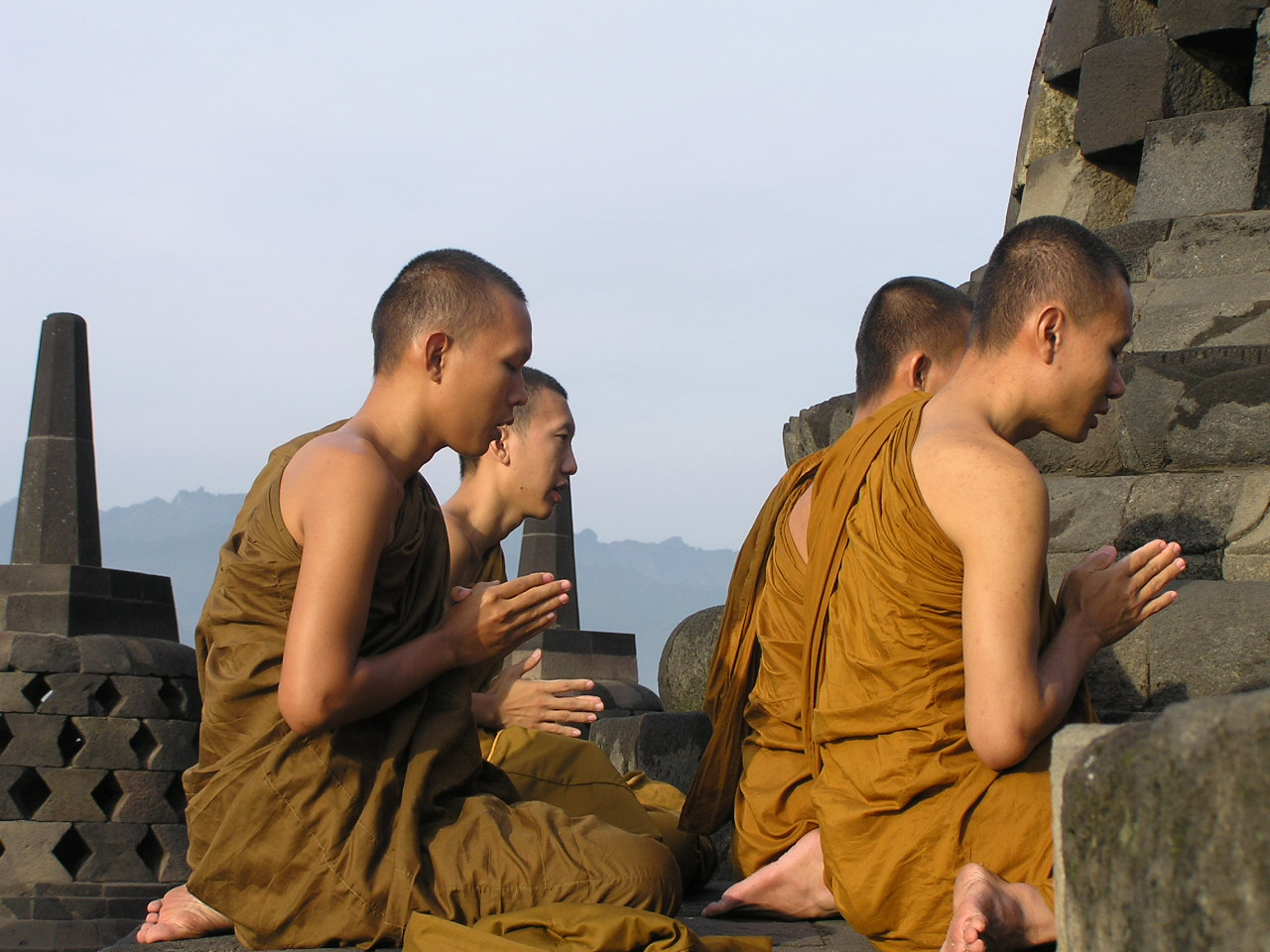
Buddhističtí poutníci meditující na vrcholu Borobuduru

Nejsou k dispozici žádné písemné památky, které by informovaly o tom, kdo či za jakým účelem nechal Borobudur postavit. Srovnáním vytesaných reliéfů na chrámu a nápisů běžně se vyskytujících v královských listinách během 8. a 9. století byla odhadnuta doba výstavby Borobuduru na dobu kolem roku 800. Mezi lety 760–830 přitom nastal mocenský vrchol dynastie Šailendrů na střední Jávě, která byla již pod vlivem Šrívidžaji. Doba stavby Borobuduru byla odhadnuta na 75 let, chrámový komplex byl dokončen roku 825 během vlády Samaratungga.
Poměrný zmatek panuje v tom, zda tehdejší jávští vládci byli stoupenci buddhismu či hinduismu. Šailendrové byli známi jako horliví stoupenci Buddhova učení, přestože kamenné nápisy nalezené v Sojomertu naznačují, že by mohli být hinduisté. V této době bylo rovněž v oblasti kolem planiny Kedu postaveno velké množství hinduistických, avšak i buddhistických staveb. Buddhistické stavby jako Borobudur byly přitom postaveny v době, kdy vznikal hinduistický Prambanan. V roce 732 nechal šivaistický král Sandžaja postavit svatyni zasvěcenou Šivově lingamu, která se nacházela na kopci Ukir, asi 10 kilometrů východně od Borobuduru.
Výstavba buddhistických chrámů včetně Borobuduru byla umožněna díky tomu, že Sandžajův nástupce Panangkaran dal stoupencům buddhismu svolení k jejich stavbě. Panangkaran ve snaze ukázat svůj respekt dokonce daroval buddhistické obci Kalasan, jak se o tom zmiňuje kalasanská listina z roku 778. Tato skutečnost vedla některé archeology k přesvědčení, že na Jávě vlastně nikdy neexistoval nějaký vážnější náboženský konflikt a i hinduistický král dokázal podpořit vznik buddhistických staveb a buddhistický vznik hinduistických. Nicméně je pravděpodobné, že v době (buddhistického) Šailendry a (šivaistického) Sandžaji byly na Jávě dvě soupeřící královské dynastie, které spolu svedly roku 856 boj o moc na planině Ratu Boko. Další rozpory existuje např. u chrámu Lara Jonggrang v komplexu hinduistických staveb Prambanan, který měl být postaven vítězem z Rakai Pitakanu jakožto odpověď Sandžajovy dynastie na Borobudur, avšak podle jiných verzí byl prostým výtvorem mezi poklidným soužitím hinduismu a buddhismu.

### Opuštění

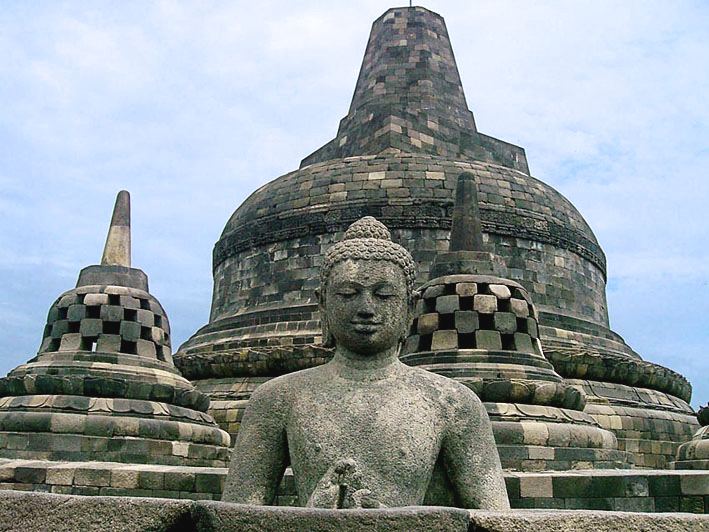
Hlavní stúpa chrámového komplexu je dnes prázdná a během znovuobjevování Borobuduru se stala pro archeology záhadou

Borobudur byl po několik staletí opuštěn a postupně byl zakryt sopečným popelem a z velké části jej pohltila džungle. Z jakého důvodu však byl Borobudur opuštěn a na tak dlouhou dobu zapomenut, zůstává záhadou. Někdy mezi lety 928 a 1006 stihlo střední Jávu několik sopečných erupcí a mocenské centrum javánských vládců přesunulo na východní Jávu; není přitom jasné, zda první z těchto skutečností přímo podnítila druhou či nikoli, avšak několik zdrojů hovoří o tom, že Borobudur byl opuštěn právě v této době. Soekmono se navíc zmiňuje o známé teorii, podle které byl Borobudur opuštěn v důsledku hromadného přestoupení javánského lidu k islámu v průběhu 15. století.
Chrámový komplex však nebyl zapomenut zcela, lidová vyprávění o jeho dávné slávě se však postupně přeměnila do pověrčivého vyprávění spojená se smůlou a neštěstím. O příčinách těchto nešťastných událostí se zmiňují dvě javánské kroniky (babad) z 18. století. Podle Babad Tanah Jawi („Dějiny Jávy“) se Borobudur stal osudným pro vzbouřence, kteří vedli roku 1709 rebelii proti vládci Mataramského sultanátu. Kopec s Borobudurem byl obležen a vzbouřenci byli poraženi a král je následně odsoudil k smrti. Podle Babad Mataram („Dějiny Maramského království“) byl Borobudur spojen se smrtí korunního prince Jogjakartského sultanátu v roce 1757. I přesto, že vstup do Borobuduru byl v té době tabu, se princ do Borobuduru vydal a po svém návratu do královského paláce náhle onemocněl a druhý den zemřel.

### Znovuobjevení

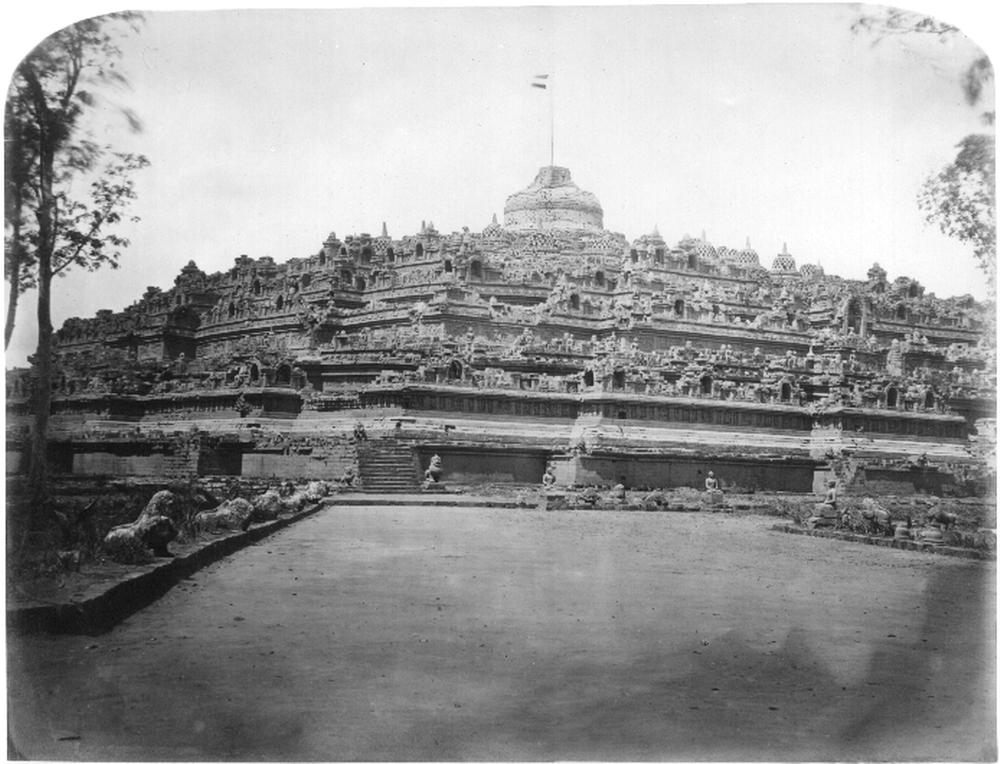
První fotografie Borobuduru, pořízená Isidorem van Kinsbergenem (1873)

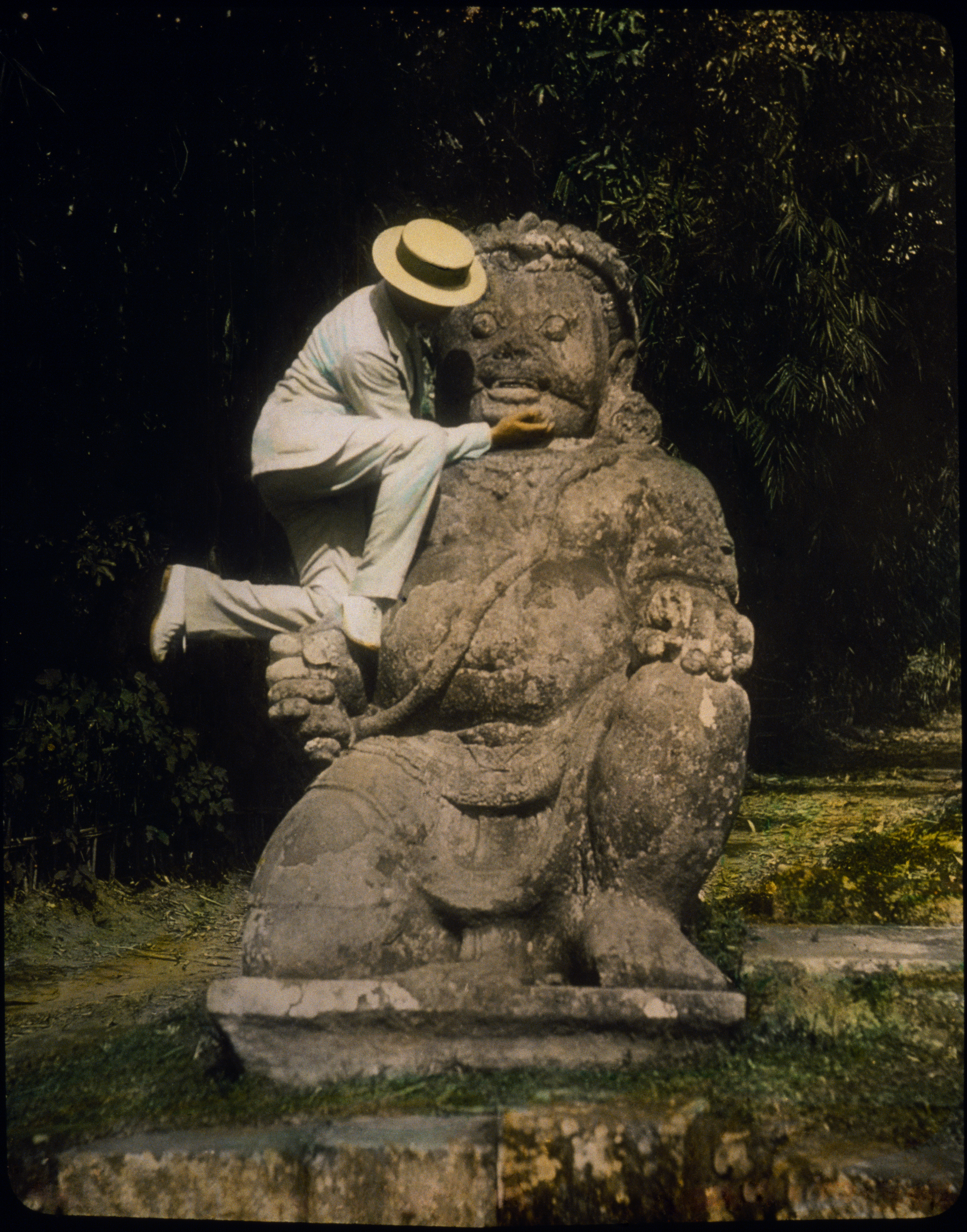
Ručně kolorovaná fotografie jedné ze soch Borobuduru pořízená v roce 1895 Williamem Henry Jacksonem

Po skončení britské invazi se Jáva mezi lety 1811–1816 ocitla pod britskou správou. Britským místodržícím na Jávě se stal sir Thomas Stamford Raffles, který se velmi zajímal o dějiny Jávy. Začal sbírat starobylé javánské předměty a při své cestě po ostrově sbíral informace od domorodých obyvatel. Při průzkumu Semarangu v roce 1814 byl Raffles informován o ohromné stavbě ležící hluboko v džungli poblíž vesnice Bumisegoro. Jelikož nebyl s to vykonat do hloubi džungle cestu sám, vyslal tam nizozemského inženýra H. C. Cornelia.
V následujících dvou měsících Cornelius s pomocí dvou set mužů pokáceli stromy, spálili vegetaci v okolí a odkryli navršenou zeminu z chrámu. Jelikož hrozilo nebezpečí zřícení, Cornelius a jeho muži neodkryli stavbu zcela. Cornelius své objevy zapisoval a včetně nákresů je posílal Rafflesovi. Ačkoli se o objevu Borobuduru dochovalo jen několik vět, Raffles se zasloužil o to, že se Borobudur dostal do zájmu světové veřejnosti.
Na Corneliovu práci navázal nizozemský místodržící oblasti Kedu C. L. Hartmann, kterému se v roce 1835 podařilo celý komplex odkrýt. Jeho zájem o Borobudur byl však spíše osobního, než profesního charakteru. Hartmann o svých počinech nezanechal žádné zápisky, a to ani o údajném objevu sochy Buddhy, který se měl nacházet v hlavní stúpě Borobuduru. Roku 1842 prozkoumal hlavní stúpu, avšak pokud vůbec něco objevil, nedochovaly se o tom žádné zprávy.
Z pověření Nizozemské východní Indie Borobudur dále studoval F. C. Wilsen, který vytvořil stovky náčrtků kamenných reliéfů. Další pověřeným se stal J. F. G. Brumund, který vytvořil detailní studii stavby, jež byla dokončena roku 1859. Nizozemská vláda hodlala publikovat článek založený na Brumundově studii doplněnou o Wilsenovy kresby, avšak Brumund spolupracovat odmítl. Nizozemská vláda proto pověřila jiného muže, C. Leemanse, který zkompiloval knihu založenou na Brumundových a Wilsenových pracích. Roku 1873 tak vyšla první podrobná monografie zaměřená na Borobudur; o rok později byla přeložena do francouzštiny. První snímek stavby byl pořízen roku 1873 nizozemsko-vlámským rytcem Isidorem van Kinsbergenem.
Další rozvíjení chrámového komplexu coby archeologicky i historicky významného místa však probíhalo velmi pomalu. Oblast dlouho sloužila jako zdroj suvenýrů a stala se zdrojem lupičů „pachtících“ po historicky cenných předmětech. V důsledku nestabilní situace okolo Borobuduru v roce 1882 vrchní šéf kulturních památek Indonésie doporučil, aby Borobudur byl úplně rozebrán a reliéfy přemístěny do muzea. Následkem toho vláda pověřila archeologa Groenveldta k provedení důsledného průzkumu oblasti a ke zhodnocení stavu celého komplexu. Závěrem jeho zprávy bylo, že obavy, kvůli kterým by měl být celý komplex rozebrán, jsou neopodstatněné.

### Novodobé události
V roce 1973 byly v Borobuduru prováděny hlavní renovační práce, které pořádalo UNESCO, a chrámový komplex se tak opět jednou stal poutním místem a předmětem uctívání. Jednou za rok, v den úplňku v květnu či červnu, slaví především indonéští buddhisté u Borobuduru svátek vesak (indonésky waisak), který je podle tradice dnem oslav narození Buddhy Šákjamuniho. Vesak je v Indonésii oficiálním státním svátkem a obřady jsou soustředěny do tří buddhistických chrámů (Mendut, Pawno a Borobudur). Borobudur je nejčastějším cílem turistů v Indonésii. Roku 1974 navštívilo Borobudur zhruba 36 000 z celkového počtu 260 000 indonéských turistů. V polovině devadesátých let počet každoročních návštěvníků Borobuduru stoupl na přibližně 2,5 milionů (přičemž asi 80% jsou Indonésané). Turismus se v oblasti dále rozvíjel, nicméně byl kritizován za to, že do turistického ruchu nezahrnul místní obyvatele, mezi kterými vznikaly občasné konflikty. Roku 2003 místní obyvatelé a menší obchodníci zorganizovali mezi sebou několik setkání a protestů s cílem zabránit provinční vládě vystavět při chrámovém komplexu třípatrové nákupní středisko přezdívané Java World („Svět Jávy“).

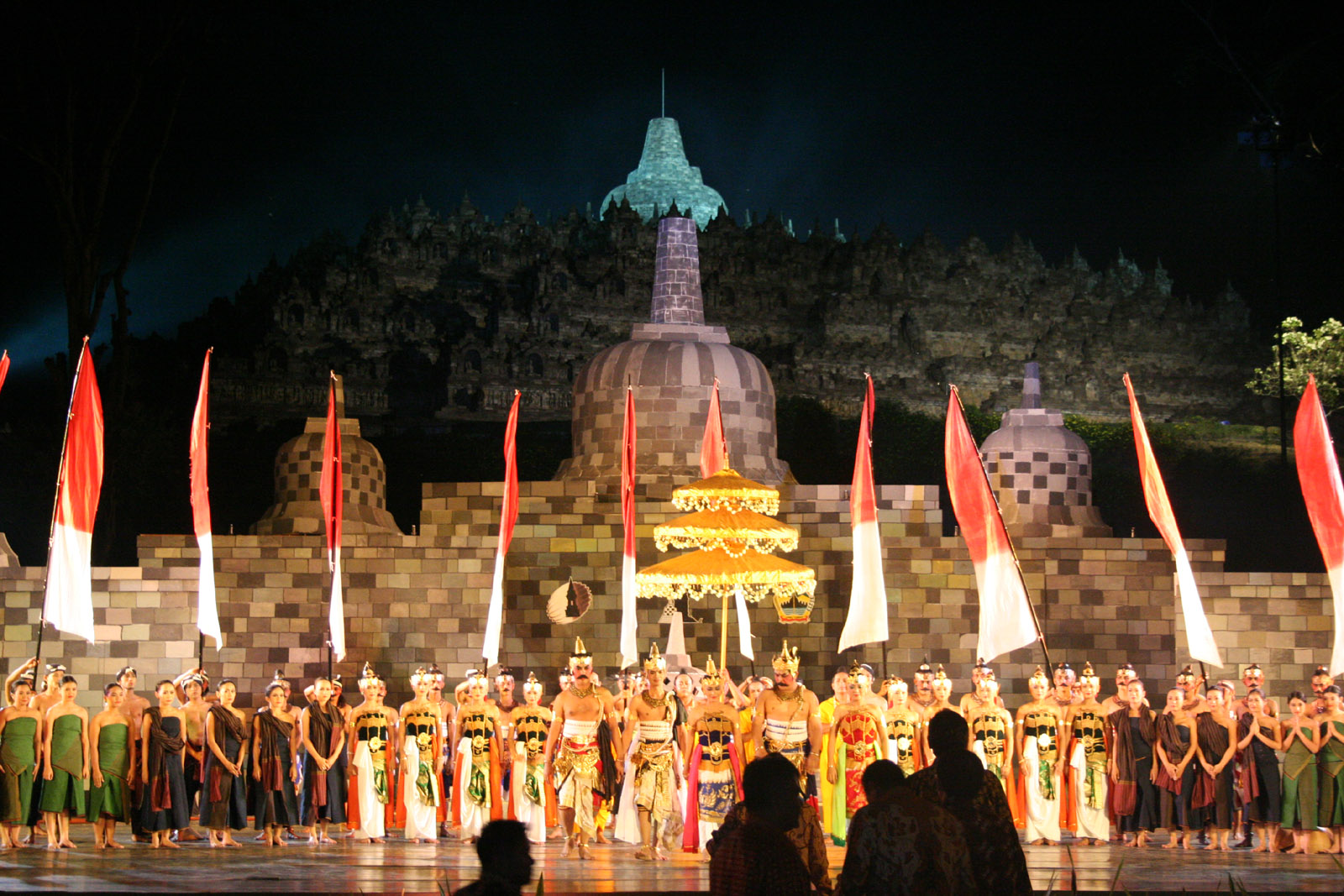
Baletní představení před Borobudurem s názvem „Mahákarja Borobudur“

Dne 21. ledna 1985 bylo devíti bombami vážně poškozeno devět borobudurských stúp. V roce 1991 byl k doživotnímu trestu odsouzen nevidomý muslim Husajn Alí al Habsje, který v polovině 80. let vedl sérii bombových útoků, mezi nimiž byl i útok na Borobudur. Další dva členové pravicově extremistické skupiny, která byla obviněna z útoků, byli odsouzeni na 30 a 13 let. 27. května 2006 postihlo jižní pobřeží střední Jávy zemětřesení o síle 6,2 Richterovy stupnice. Zemětřesení způsobilo v oblasti rozsáhlé škody, avšak Borobudur zůstal nepoškozen.
Dne 28. srpna 2006 se v Borobuduru pod záštitou guvernéra Střední Jávy a indonéského ministra kultury a turismu konalo sympozium, jehož hlavním mottem bylo „Cesta civilizací“. Setkání se účastnili zástupci UNESCO se zástupci především buddhistických zemí jihovýchodní Asie jako je Thajsko, Laos, Myanmar, Vietnam a Kambodža. Vrcholem celého sympozia bylo baletní představení přímo pod Borobudurem, jehož choreografie se nesla ve znamení tradičních javánských tanců, hudby a kostýmů. Toto představení s názvem „Mahákarja Borobudur“ mělo přiblížit i historii Borobuduru a bylo uváděno již několikrát, mimo jiné o vesaku.

## Architektura

Půdorysný plánek Borobuduru

Celý Borobudur připomíná jednu velkou stúpu a při pohledu shora nabírá tvar trojrozměrné obří mandaly reprezentující buddhistickou kosmologii i povahu mysli. Základna stavby je čtvercového půdorysu, kde každá ze stran má kolem sto dvaceti metrů. Celkem má stavba 9 teras, přičemž spodních 6 je čtvercového, a vrchní 3 kruhového půdorysu. Na horních terasách se nachází 72 malých stúp, jež jsou rozestavěny kolem hlavní a největší stúpy uprostřed. Každá stúpa má zvonovitý tvar a je protkána množstvím menších otvorů dekorativního charakteru. Uvnitř stúp se nachází sochy Buddhy Gautamy.
Na stavbu Borobuduru bylo využito přibližně 55 000 kubických metrů kamene, který byl vzat z nedaleké řeky. Kámen byl nejdříve opracován na potřebnou velikost, poté byl dopraven ke vznikajícímu chrámu a zasazen na potřebné místo stavby bez použití malty. Kameny byly k sobě spojovány systémem rozmanitých drážek a spojů. Reliéfy byly prováděny in situ až po dokončení hrubé stavby. Borobudur byl dále opatřen dobrým drenážním systémem a množstvím žlabů, které byly zakončeny chrliči v podobě obrů či makar.
Co se týče celkové konstrukce i vzhledu, Borobudur se od ostatních staveb s podobnou funkcí značně liší. Na rozdíl od jiných staveb podobného typu, které bývají stavěny na rovném povrchu, byl Borobudur postaven na přírodním kopci. Nicméně stavební postup používaný při stavbě Borobuduru je podobný ostatním javánským chrámům. Jelikož Borobuduru prakticky nemá žádný vnitřní prostor a tvarem připomíná spíše pyramidu, než chrám, byl nejdříve považován za stúpu a ne chrám. Stúpy byly původně určeny k přechovávání ostatků Buddhy a velkých buddhistických mudrců; později však byly stavěny jen jako prostý symbol buddhismu a buddhistické dharmy. Oproti stúpě mívá chrám vnitřní prostor a bývá zasvěcen nějakému božstvu. Spletitost borobudurské konstrukce však napovídá, že se jedná ve skutečnosti o chrám. Poutníci jsou na vrchol stavby vedeni systémem schodišť a chodeb. Každá terasa rovněž představuje jednu ze cest vedoucích k probuzení (bódhi). Cesta, po níž poutníci kráčí, je dle buddhistické kosmologie doprovázena symboly posvátného vědění.

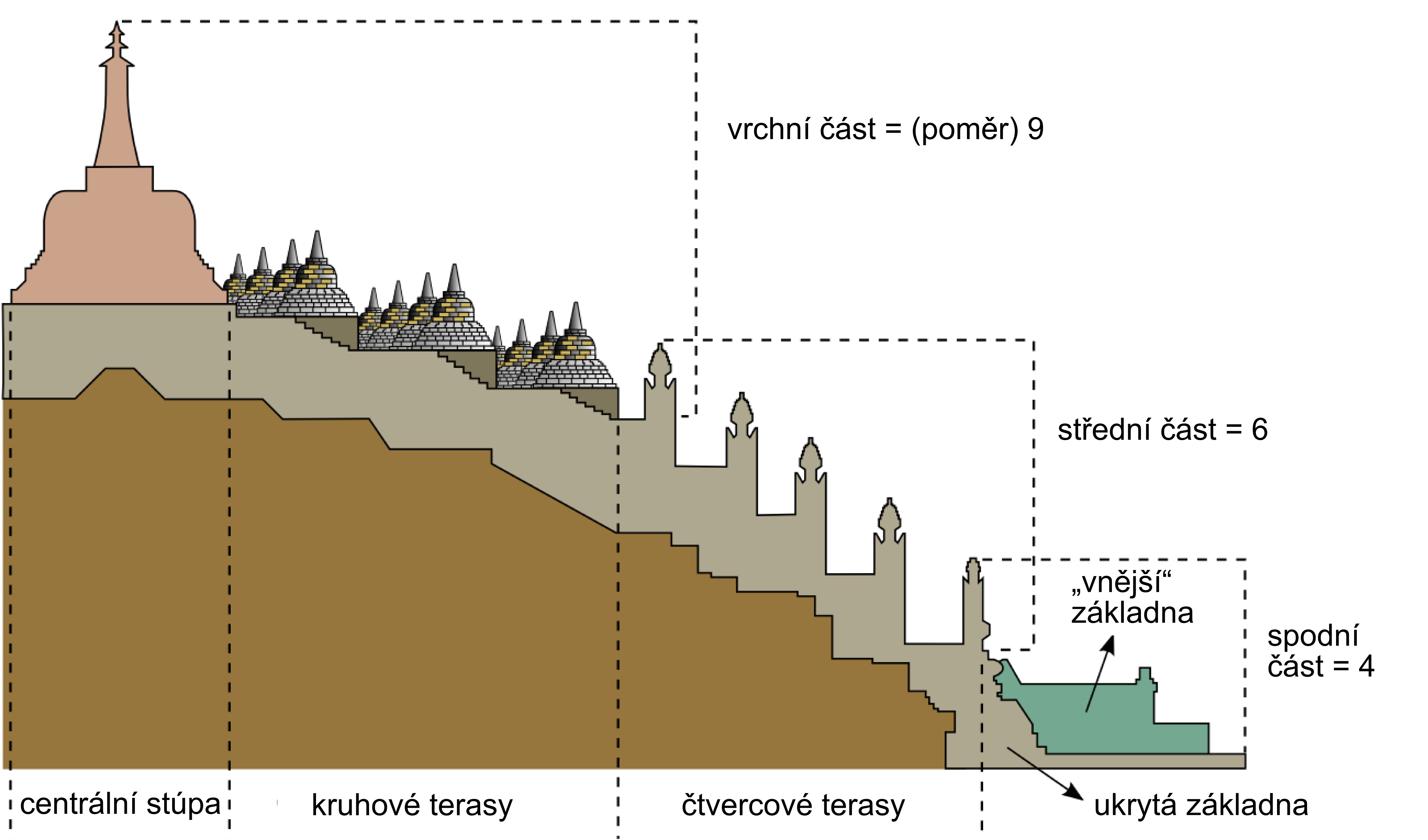
Řez Borobudurem se znázorněním poměru jednotlivých rozměrů

Architektem Borobuduru byl Gunadharma, o kterém toho je známo jen velmi málo. Jeho jméno se dochovalo spíše prostřednictvím javánských legend, než skrze staré dokumenty. Základní měřící jednotka používaná při stavbě je známa jako tala, která bývá vymezena jako vzdálenost lidského obličeje od vrchu čela, kde začínají růst vlasy, až po špičku brady, nebo jako vzdálenost od špičky palce po špičku prostředníčku při jejich maximálním roztažení. Takto vymezená jednotka je však často velmi relativní, avšak vzdálenosti na chrámu jsou velmi přesné. Průzkum prováděný v roce 1977 odhalil časté nálezy vzdálenostního poměru 4:6:9 po celé stavbě. Architekt tedy nejspíš používal jeden vzorec pro vytyčení celé stavby. Stejný vzdálenostní poměr byl rovněž odhalen v nedalekých chrámech Pawon a Mendhut. Archeologové se proto domnívají, že vzdálenostní poměr spolu s jednotkou tala měl kalendářní, astronomický a kosmologický význam, jako tomu bylo v případě jiného buddhistického a hinduistického chrámu Angkor Vat v Kambodži.
Hlavní vertikální uspořádání Borobuduru může být rozděleno do tří skupin: spodní (základová) část, střední a vrcholová, což může odpovídat třem základním částem lidského těla: nohy, tělo a hlava. Základna je čtvercového půdorysu o rozměrech 123×123 m a dosahuje čtyřmetrové výše. Střední část stavby je složena z pěti teras čtvercového půdorysu, přičemž jejich rozměry postupně klesají. První terasa je odsazena 7 metrů od hrany základové části. Další terasy pak jsou odsazeny vždy dva metry od nižší terasy, čímž vznikají prostory pro chodby vedoucí kolem celé stavyb postupně až k vrcholu. Horní část Borobuduru se skládá ze třech půdorysně kruhových teras. Každá z těchto teras slouží jako podstavce pro řadu perforovaných stúp umístěných ve třech soustředných kruzích. Uprostřed těchto stúp se nachází hlavní stúpa, která je zároveň nejvyšším bodem celé stavby, 35 metrů nad úrovní terénu. Přístup k vrcholu stavby vede přes systém schodišť, které jsou umístěny vždy ve středu každé strany chrámu. Schodiště cestou vzhůru doprovází množství bran s celkem 32 sochami lvů. Hlavní vchod je na východní straně, kde jsou umístěny i první reliéfy.

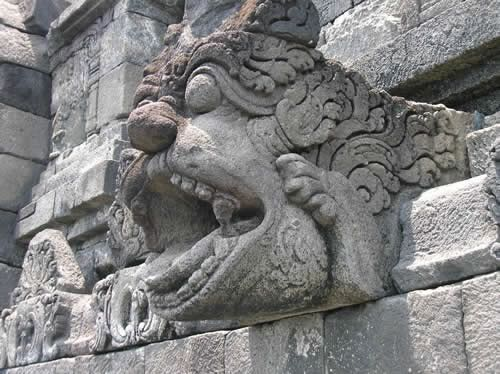
Jeden z chrličů

Dělení stavby do tří částí symbolizuje tři sféry, do kterých je podle buddhistické kosmologie rozdělen svět, a to kámavačara či kámadhátu („sféra žádosti“), rúpavačara (rúpadhátu; „sféra forem“) a arúpavačara (arúpadhátu, „sféra bez forem“ či „beztvarého bytí“). Kámadhátu je reprezentována spodní částí, rúpadhátu představuje pět teras uprostřed a arúpadhátu je reprezentována třemi kruhovými terasami završující stavbu. Architektura každé ze tří částí je přitom přizpůsobena svému symbolickému významu. Například střední oblast rúpadhátu je složena z teras o čtvercových půdorysech a je detailně vyzdobena (což symbolizuje „oblast forem“), oproti tomu jsou hořejší terasy kruhových půdorysů, bez dalších zdobících reliéfů apod., což má vystihovat třetí sféru („oblast bez forem“).
V roce 1885 byla náhodně pod samou spodní části stavby objevena další základová část. Tato nově objevená základna obsahovala množství reliéfů, z nichž se 160 zabývá oblastí kámadhátu. Reliéfy jsou vytesány na kamenných panelech s krátkými nápisy, které zřejmě popisují pokyny pro sochaře pověřené vytesáním reliéfů. Skutečná základna je tak skryta jinou, jejíž význam badatelům dosud uniká. Dříve se mělo za to, že skutečná základna je skryta za další proto, aby byla chráněna před ničivými sesuvy půdy z kopce, na němž je Borobudur vystavěn. Podle jiné hypotézy však hořejší základna byla přidána dodatečně z toho důvodu, že původní základna byla chybně navržena podle Vástu šástry, indické starobylé příručky o architektuře a městském plánování. Bez ohledu na účel byla vrchní základna navržena a postavena velmi pečlivě a s propracovanými detaily.

## Reliéfy

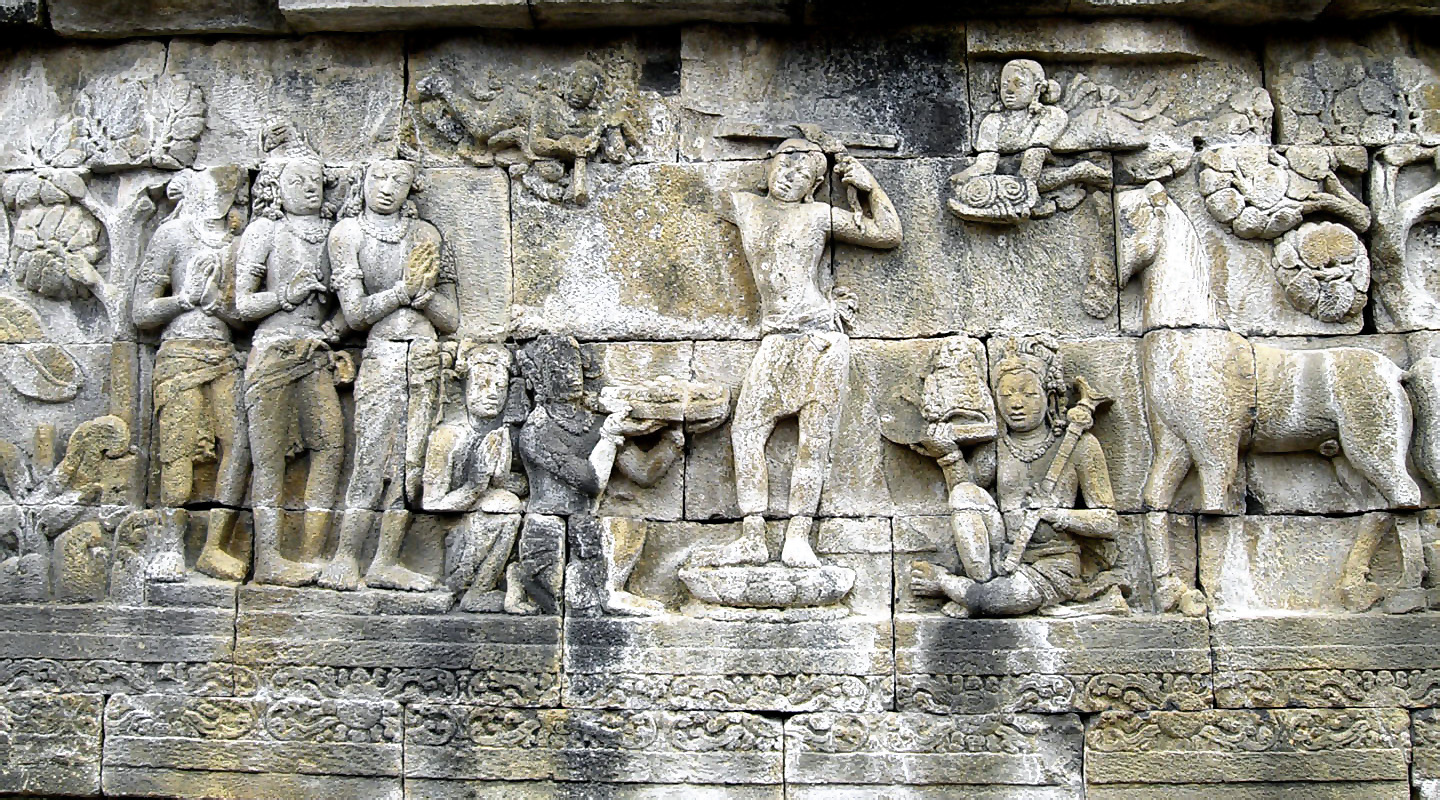
Princ Siddhártha se stal asketou

| Umístění narativních panelů | Umístění narativních panelů | Umístění narativních panelů | Umístění narativních panelů |
| sekce                       | poloha                      | příběh                      | počet panelů                |
| --------------------------- | --------------------------- | --------------------------- | --------------------------- |
| ukrytá základna             | zeď                         | Karmavibhangga              | 160                         |
| 1. galerie                  | hlavní zeď                  | Lalitavistara               | 120                         |
| 1. galerie                  | hlavní zeď                  | džátaka/avadána             | 120                         |
| 1. galerie                  | balustráda                  | džátaka/avadána             | 372                         |
| 1. galerie                  | balustráda                  | džátaka/avadána             | 128                         |
| 2. galerie                  | balustráda                  | džátaka/avadána             | 100                         |
| 2. galerie                  | hlavní zeď                  | Gandavjúha                  | 128                         |
| 3. galerie                  | hlavní zeď                  | Gandavjúha                  | 88                          |
| 3. galerie                  | balustráda                  | Gandavjúha                  | 88                          |
| 4. galerie                  | hlavní zeď                  | Gandavjúha                  | 84                          |
| 4. galerie                  | balustráda                  | Gandavyuha                  | 72                          |
| celkem                      | celkem                      | celkem                      | 1460                        |

Na Borobuduru se nachází přibližně 2670 samostatných basreliéfů (z toho 1212 dekorativních a 1460 reliéfů je narativních), které pokrývají fasády i balustrády. Pokrývají okolo 2500 m² plochy a nacházejí se ve spodní (kámadhátu) a střední (rúpadhátu) části stavby.
Narativní panely vyprávějící příběhy o Sudhanovi a Manoharovi jsou seskupeny do jedenáctidílné série obepínající zdi chrámu o délce 3000 metrů. Ukrytá základna přitom zahrnuje první sérii o 160 panelech a zbývajících 10 sérií se nalézá na chrámových balustrádách a zdech ve čtyřech galeriích. Začínají na levé straně od východního přístupového schodiště. Narativní panely na zdech jsou vyobrazovány zprava doleva, zatímco na balustrádách jsou vyobrazeny zleva doprava. Takto jsou scény na reliéfech vytesány z důvodu pradakšiny, čili rituálního obcházení chrámu (nebo jiného posvátného předmětu) ve směru hodinových ručiček, kdy daná stavba zůstává po pravé ruce.
Ukrytá základna dále zachycuje působení karmy. Zdi první galerie obsahují dvě série reliéfů na sobě, každá o 120 panelech. Horní část zobrazuje výjevy ze života Gautamy Buddhy, zatímco spodní část zdi s balustrádami v první a druhé galerii zachycují příběhy z minulých životů Buddhy. Zbývající panely jsou věnovány obrazům z putování Sudhany, jež bylo zakončeno nalezením dokonalosti v moudrosti.
Karmanový zákon
160 ukrytých panelů neutváří souvislý příběh, ale každý panel poskytuje jednu kompletní ilustraci příčiny a následku. Jsou zde vyobrazeny různorodé, z hlediska buddhistické nauky negativní aktivity od planých řečí až po vraždu spolu s jejich následkem – trestem. Na reliéfech jsou však vyobrazeny i chvályhodné činnosti jako je štědrost a poutě ke svatým místům a jejich následná příčina v podobě odměny. Jsou zde však zachyceny i scény z každodenního života ze samsáry.
Narození Buddhy

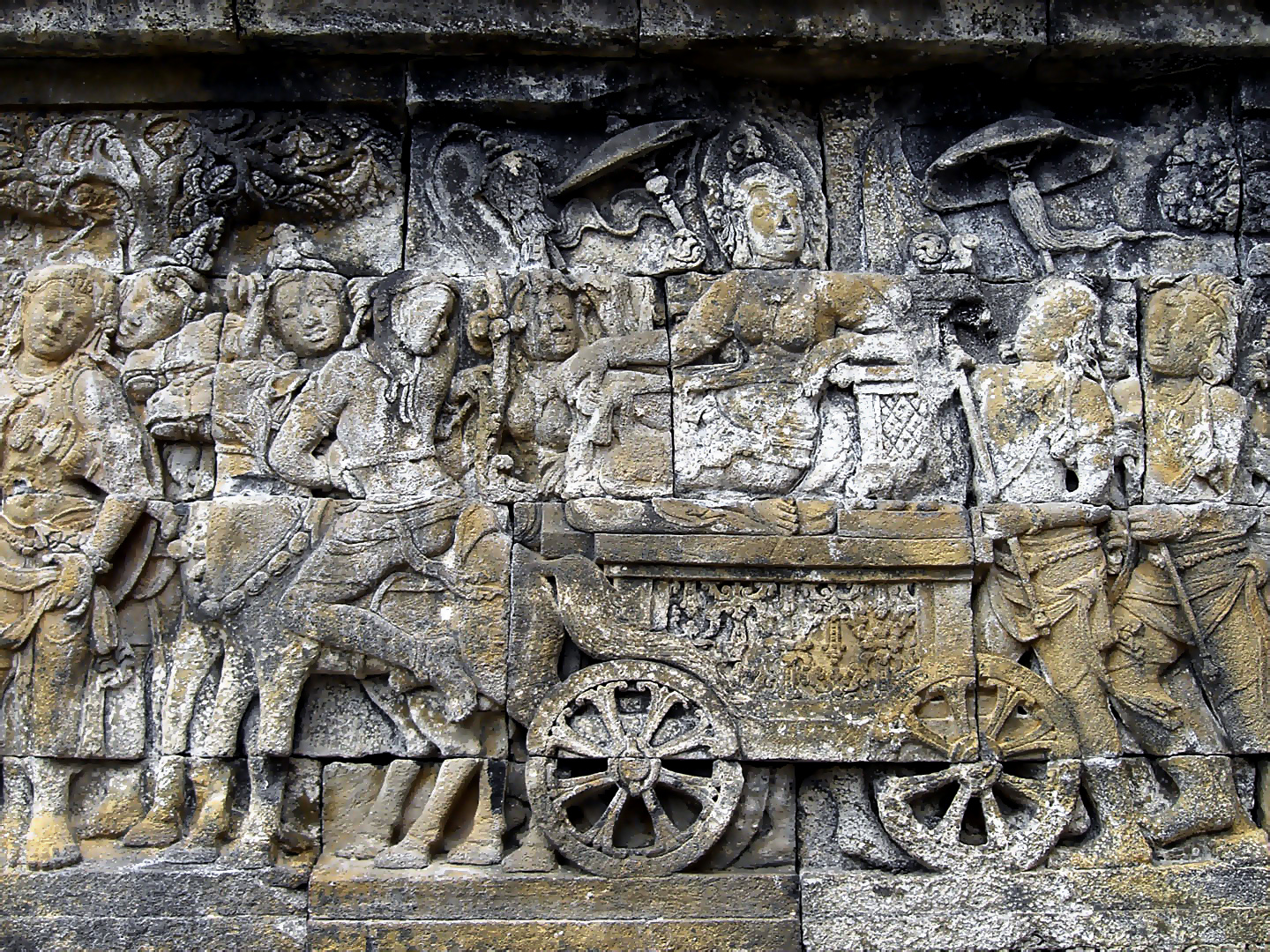
Jeden z reliéfu zobrazující události těsně před narození Gautamy Buddhy: královna Mája na voze taženém koňmi v Lumbiní

Příběh začíná velkolepým sestoupení Buddhy Šákjamuniho z nebes Tušita a končí první promluvou v gazelím háji poblíž Benáresu. Reliéf zobrazuje narození Buddhy jako prince Siddhárthy, syna krále Šuddhódany a královny Máji v Kapilavastu (v dnešním Nepálu).
Příběhu předchází reliéfní zobrazení o 27 panelech se scénami příprav na zrození se v pozici bódhisattvy. Před narozením Buddhy měla totiž královna Mája sen o bílém slonu se šesti kly, který k ní přistoupil a oplodnil ji. Její sen byl vyložen tak, že její syn bude buďto pánem světa (čakravartin) nebo buddha. Když královna Mája pocítila, že se blíží čas porodu, vydala se na cestu ke svým rodičům. V háji Lumbiní však pocítila, že porod již není možno déle odkládat, vystoupila z vozu, chytla se větve a z jejího boku vystoupilo dítě – princ Siddhártha, budoucí Buddha Šákjamuni. Příběh na panelech pak pokračuje až do doby, kdy se princ dosáhl buddhovství.
Příběh o princi Siddhárthovi (džátaka) a další legendy o významných osobách (avadána)
Džátaka obecně je příběh, který vypráví o předchozím životě prince Siddhárthy. Avadána je něco podobného jako džátaka s tím rozdílem, že hlavním protagonistou příběhu není sám Buddha, resp. bódhisattva, ale jiná významná osoba spjatá s buddhismem. Náměty z džátak i avadán jsou u Borobuduru zpracovány v jedné a té samé sérii reliéfů.
Prvních 20 níže položených panelů na zdi v první galerii zobrazují svaté činy Sudhany. Prvních 133 hořejších panelů v té samé galerii na balustrádách jsou věnovány 34 legendám z dźátakové sbírky Džátakamála. Zbývajících 237 panelů zobrazuje příběhy z jiných zdrojů, stejně jako níže položené série a panely ve druhé galerii. Některé džátakové příběhy (např. příběh o králi Sibhim, předkovi boha Rámy) jsou vyobrazeny dokonce dvakrát.
Příběh o Sudhanovi hledající nejvyšší pravdu (Gandavjúha)
Gandavjúha je příběh obsažený v poslední kapitole Avatansaka sútry a vypráví o Sudhanově neúnavném putování a hledání nejvyšší pravdy. Výjev zabírá dvě galerie (třetí a čtvrtou) a navíc polovinu galerie druhé; celkem se rozkládá na 460 panelech. Hlavní hrdina příběhu, mladý Sudhana, syn bohatého obchodníka, je vyobrazen na 16. panelu. Předchozích 15 panelů je přitom věnováno zázrakům, které se měly udát během Buddhova samádhi ve Šrávastí. Třetí galerie zobrazuje Sudhanovo hledání nejvyšší pravdy, během kterého navštívil množství učitelů a učenců, přičemž klíčovou roli v jeho hledání hrál Maňdžušrí. Poté, co se s ním Sudhana naposledy setkal, odebral se do příbytku Samantabhadry, což je vyobrazeno ve čtvrté galerii. Celá série reliéfů ve čtvrté galerii je věnována učení Samantabhadry. Narativní panely končí Sudhanovým nalezením dokonalosti v moudrosti a nejvyšší pravdy.

## Sochy Buddhy

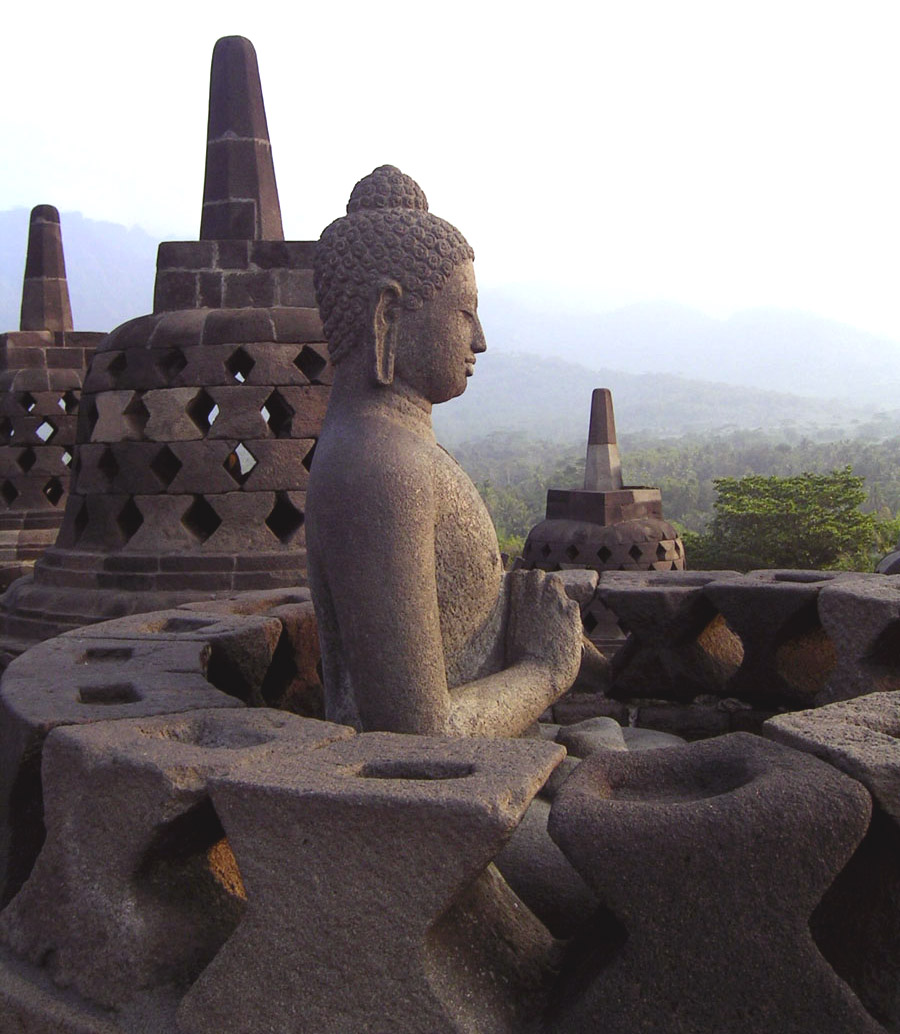
Socha Buddhy, jeho ruce jsou v pozici dharmačakramudra

Mimo výjevů z buddhistické kosmologie se na Borobuduru nachází řada soch Gautama Buddhy. Sochy Buddhy v lotosové pozici se nacházejí na pěti čtvercových teras (rúpadhátu) i na terasách ve vrchní části stavby (arúpadhátu).
Sochy Buddhy jsou umístěny ve výklencích střední části Borobuduru, dále na vnější straně balustrád, množství soch se však postupně snižuje s tím, jak se jednotlivé terasy se stoupající výškou zmenšují. První a druhé balustrády mají 104 výklenků, třetí 88, čtvrté 72 a pátí 64. Celkem je ve střední části umístěno 432 Buddhových soch. V nejhořejší části jsou sochy Buddhy umístěny do děrovaných stúp. První kruhová terasa má 32 stúp, druhá 24 a poslední, třetí, 16. Z původních 504 soch Buddhy bylo více než 300 poškozeno a 43 chybí úplně (od znovuobjevení Borobuduru bylo mnoho hlav soch odcizeno pro muzea ze Západu). Většina soch Buddhů vypadají podobně, avšak často se liší v poloze rukou či v mudře, kterou předvádí.

## Obnova

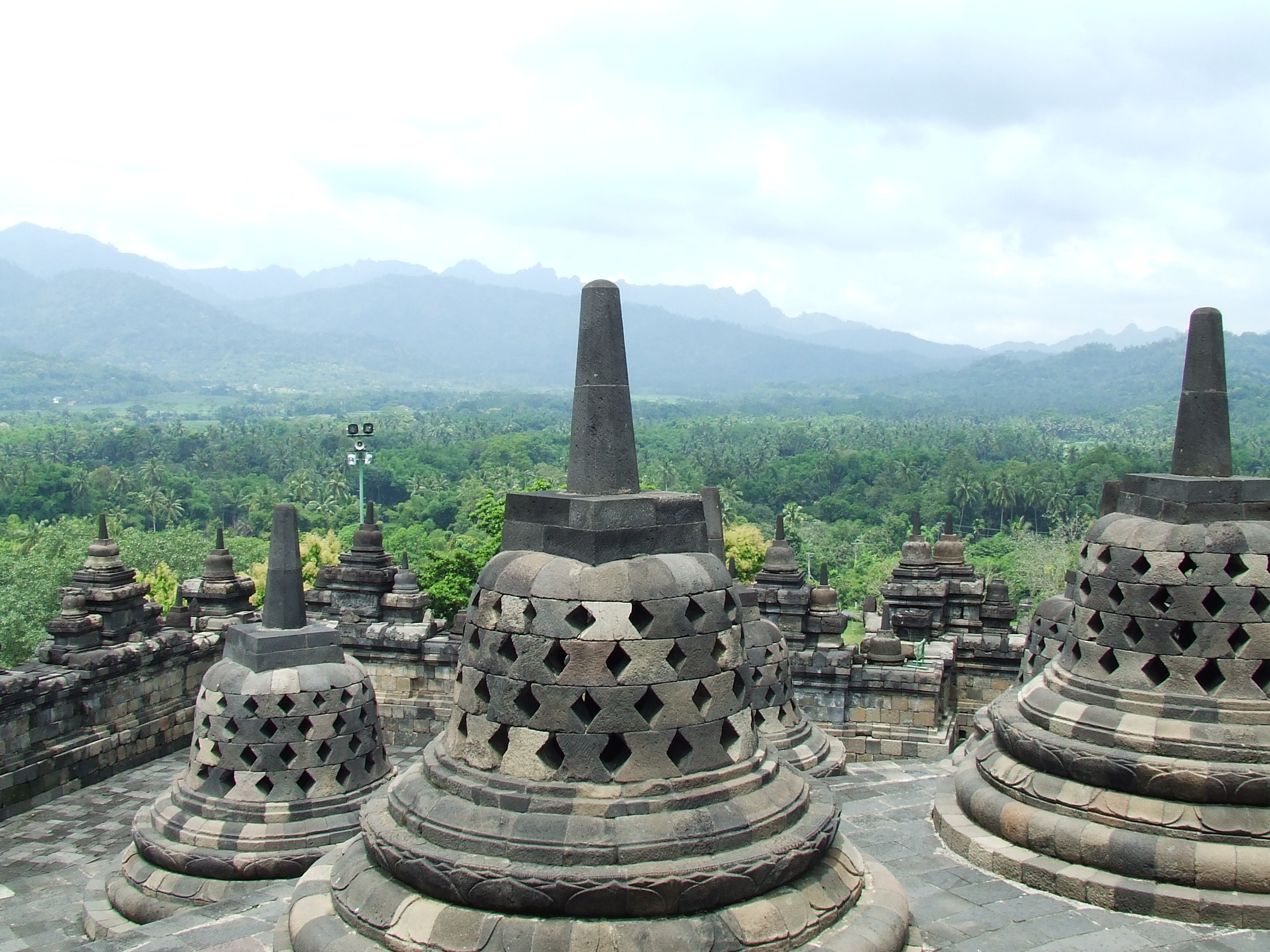
Perforované stúpy na vrcholu Borobuduru se sochami Buddhů uvnitř

Borobudur se dostal do zájmu odborné veřejnosti v roce 1885, kdy Yzerman, vedoucí Archeologické společnosti v Yogyakartě, učinil objev skryté základny. Mezi lety 1890–1891 byly pořízeny fotografie této nově objevené části Borobuduru. Objev přinutil vládu Nizozemské východní Indie, aby učinila kroky k ochraně památky. Roku 1900 vláda ustanovila komisi sestávající ze tří badatelů, kteří měli za úkol Borobudur prozkoumat. Jednalo se o kunsthistorika jménem Brandes, armádního inženýra Theodora van Erpa a konstrukčního inženýra Van de Kamera.
V roce 1902 komise předložila vládě trojbodový návrh. Za prvé, bezprostřednímu nebezpečí, jaké stavbě hrozilo, je třeba zabránit úpravou rohů stavby, odstraněním kamenů, které ohrožují přilehlé části, zesílení prvních balustrád a obnova několika výklenků, chodeb, stúp včetně hlavní stúpy. Druhým bodem plánu bylo oddělit nádvoří stavby plotem a poopravit drenážní systém. Posledním, třetím bodem návrhu bylo nahradit všechny ztracené kameny, a naopak ty poškozené odstranit a spravit i hlavní stúpu. Celkové náklady byly odhadnuty na 48 800 guldenů.
Obnovovací práce probíhaly mezi lety 1907–1911 za použití anastylózní metody; práce vedl Theodor van Erp. Prvních sedm měsíců obnovovacích prací bylo vyplněno prohledáváním okolní zeminy, ve které se nacházely chybějící části stavby. Van Erp rozebral a přestavěl horní tři kruhové terasy se stúpami. Při pracích přišel na řadu dalších postupů, jak by se dal Borobudur opravit. Předložil proto vládě další návrh, na nějž vláda přikývla a van Erpův tým dostal dalších 34 600 guldenů potřebných pro další práce.
Díky omezenému rozpočtu stavby byly finance čerpány především na čistění soch a Van Erpovi se tak nepodařilo vyřešit problém s drenážním systémem. Během patnácti let se ještě více zhoršil stav galerijních zdí a na reliéfech se tak objevily nové trhliny. Van Erp použil beton, ze kterého se vyloužily alkalické soli a hydroxid vápenatý, což způsobilo další problémy, takže jen vzrostla potřeba další rekonstrukce.
Od té doby bylo provedeno několik rekonstrukčních prací, které však nebyly dostatečně velké na to, aby zajistily úplnou ochranu stavby. Koncem šedesátých let 20. století byla indonéská vláda požádána, aby udělal rozhodný krok v ochraně stavby. V roce 1973 byl vytvořen rozsáhlý plán na obnovu celé stavby. Pod záštitou indonéské vlády a UNESCO proběhla v letech 1975–1982 rozsáhlá renovace Borobuduru. Byla stabilizována základna stavby a bylo vyčištěno 1460 panelů. Renovace chrámu zahrnovala hlavně rozsáhlé práce na pěti čtvercových terasách a oprav drenážního systému. Celá rozsáhlá renovace zaměstnala okolo 600 lidí a stála 6 901 243 amerických dolarů. Poté, co byla renovace dokončena, byl roku 1991 Borobuduru přijat mezi památky světového dědictví.